# Имаи, Кэйдзо
Кэйдзо Имаи (яп. 今井 敬三; род. 19 ноября 1950, Киото) — японский футболист. Выступал за сборную Японии.

## Клубная карьера
В 1973 году после окончания Университета Дошиша, Имаи стал игроком «Сёнан Бельмаре» (ранее — англ. Towa Real Estate). В составе клуба становился чемпионом страны в 1977 и 1979 годах. Также был обладателем Кубка Императора 1977 и 1979 годов. Завершил карьеру в 1980 году. Имаи сыграл 139 матчей и забил 3 гола в чемпионате. Был признан лучшим футболистом Японии в 1980 году, а также в течение 4 лет (1977—1980) был включен в символическую сборную чемпионата по итогам сезона.

## Карьера в сборной
Осенью 1974 года Имаи был вызван в сборную Японии на Азиатские игры. На этом турнире он дебютировал 3 сентября против Филиппин. В марте 1977 года он провел 15 минут в отборочном матче к чемпионату мира 1978, который Япония проиграла. После этого принял участие в составе сборной на Азиатских играх 1978 года. Весной 1980 года принимал участие в матчах квалификации на Летние Олимпийские игры 1980 года. Встреча со сборной Брунея была его последней игрой за национальную команду. Имаи провел за Японию 29 матчей.

## Статистика

### В сборной
| сборная Японии | сборная Японии | сборная Японии |
| Год            | Игры           | Голы           |
| -------------- | -------------- | -------------- |
| 1974           | 1              | 0              |
| 1975           | 0              | 0              |
| 1976           | 0              | 0              |
| 1977           | 2              | 0              |
| 1978           | 13             | 0              |
| 1979           | 9              | 0              |
| 1980           | 4              | 0              |
| Итого          | 29             | 0              |